# 17 de julho
17 de julho é o 198.º dia do ano no calendário gregoriano (199.º em anos bissextos). Faltam 167 dias para acabar o ano.

## Eventos históricos

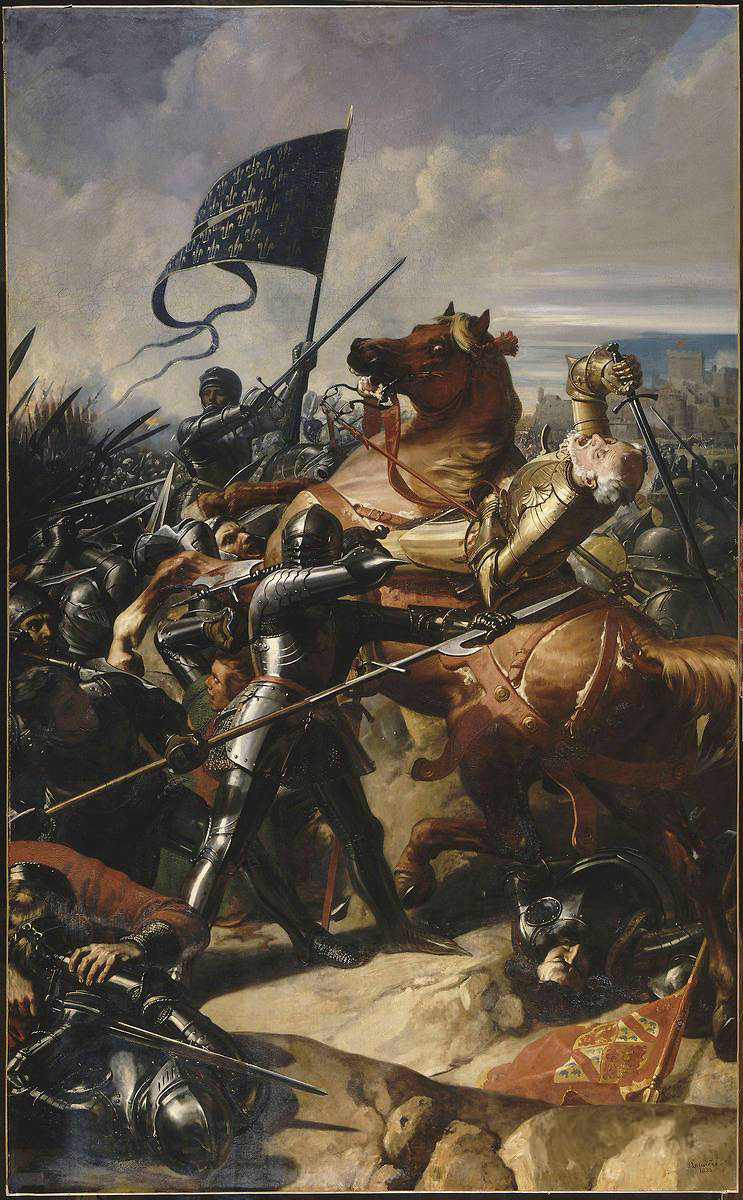
1453: Batalha de Castillon

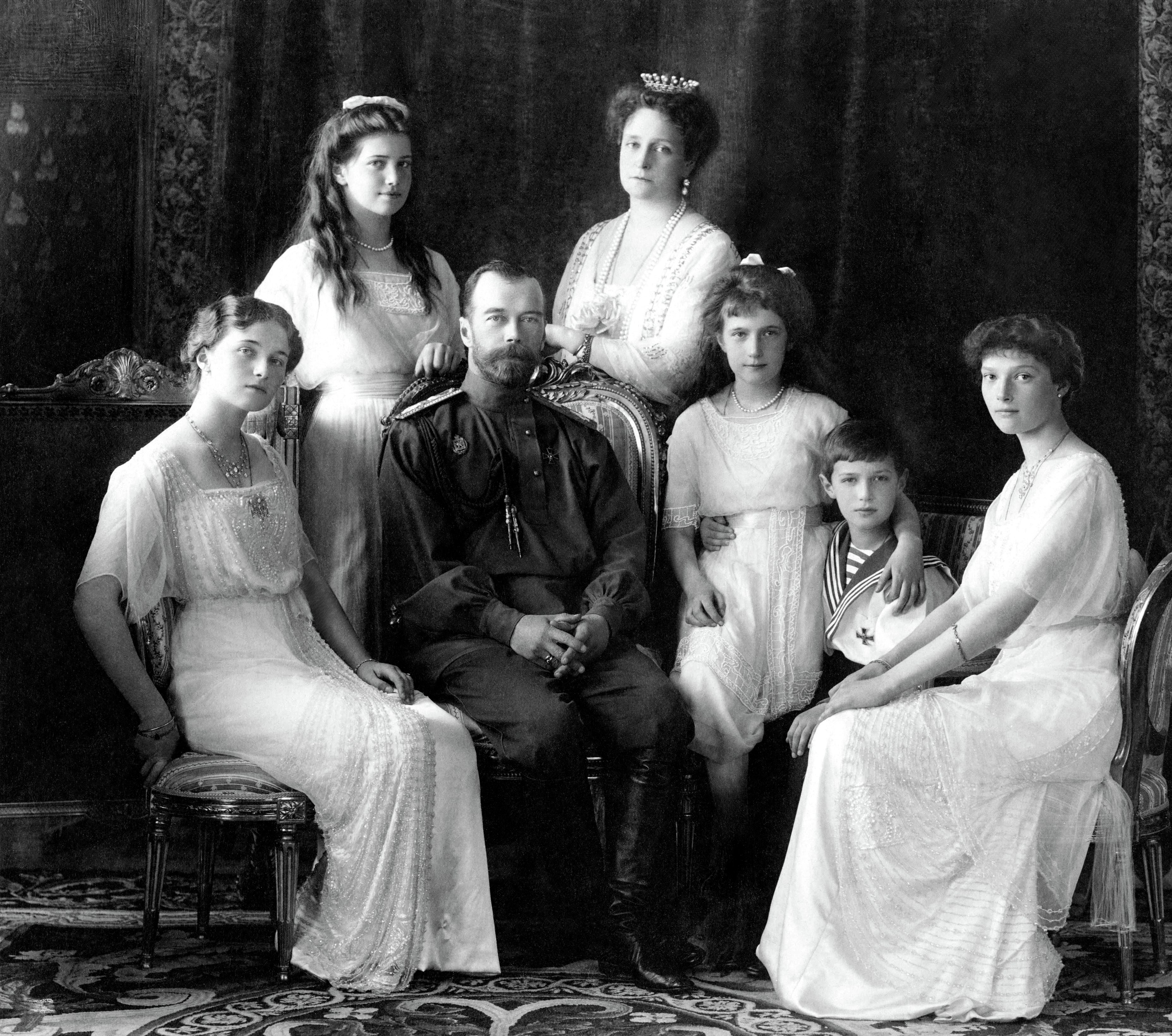
1918: Execução da família Romanov

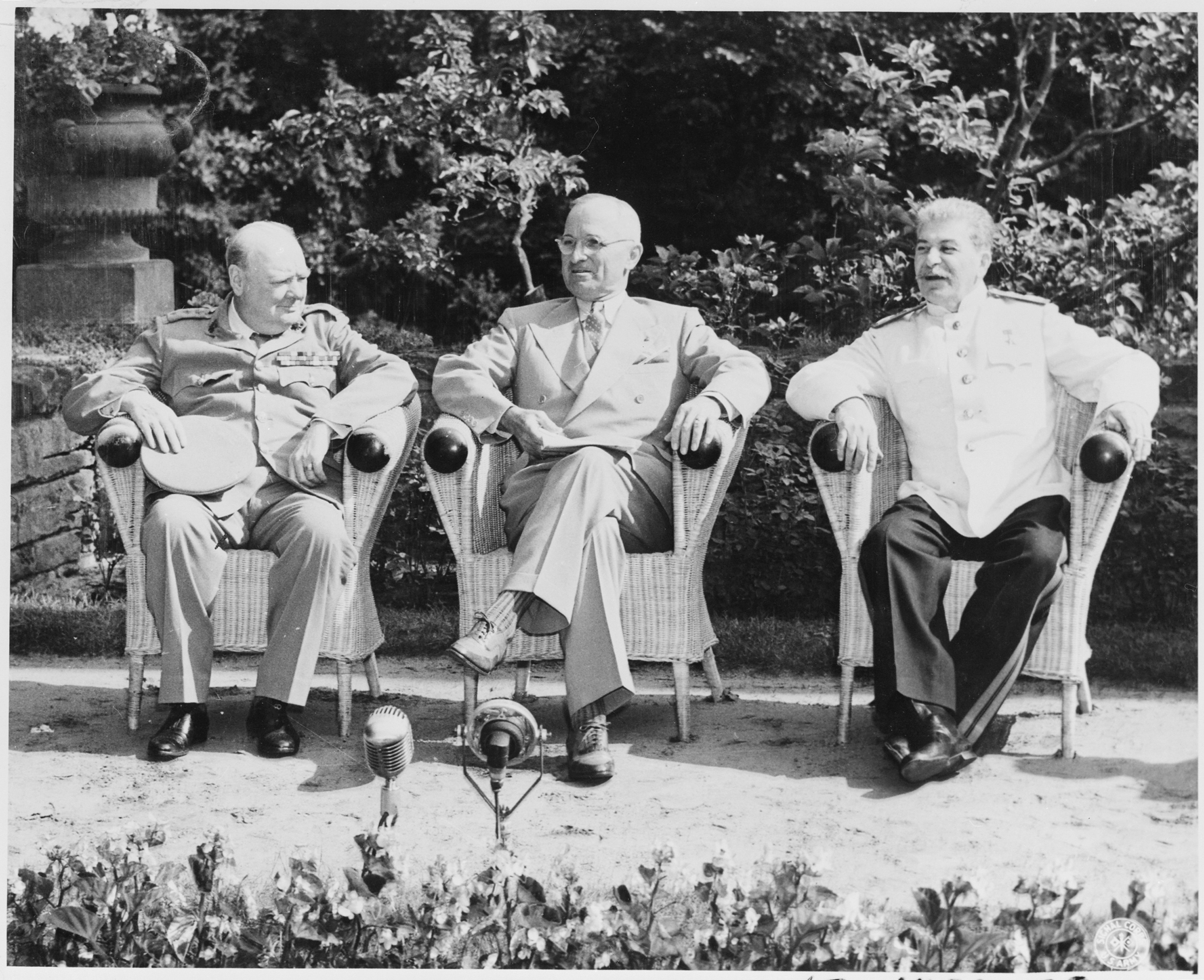
1945: Conferência de Potsdam

- 0180 — Doze habitantes de Scillium (perto de Kasserine, atual Tunísia), no norte da África, são executados por serem cristãos. Este é o registro mais antigo do cristianismo naquela parte do mundo.

- 1048 — Dâmaso II é eleito papa e morre 23 dias depois.
- 1203 — Tropas venezianas da Quarta Cruzada entram em Constantinopla. O imperador bizantino Aleixo III Ângelo abandona a cidade e refugia-se em Adrianópolis.
- 1381 — Terceira guerra fernandina: a armada portuguesa sofre uma pesada e decisiva derrota frente à armada castelhana na Batalha de Saltes, travada perto de Huelva.
- 1402 — Yongle sobe ao trono chinês, tornando-se o terceiro imperador Ming.
- 1429 — Carlos VII é coroado rei de França na catedral de Reims após a campanha vitoriosa de Joana d'Arc na Guerra dos Cem Anos.
- 1453 — Batalha de Castillon: a última batalha da Guerra dos Cem Anos, os franceses sob o comando de Jean Bureau derrotam os ingleses sob comando do conde de Shrewsbury, que é morto na batalha na Gasconha.
- 1762 — O ex-imperador Pedro III da Rússia é assassinado.
- 1791 — Membros da Guarda Nacional Francesa sob o comando do general Lafayette abrem fogo contra uma multidão de jacobinos radicais no Campo de Marte, Paris, durante a Revolução Francesa, matando dezenas de pessoas.
- 1794 — As 16 carmelitas mártires de Compiègne são executadas dez dias antes do fim do reinado de Terror da Revolução Francesa.
- 1821 — O Reino da Espanha cede o território da Flórida aos Estados Unidos.[1]
- 1822 — Império do Brasil: D. Pedro I extingue o sistema de sesmarias de terras.
- 1823 — Império do Brasil: O imperador D. Pedro I aceita o pedido de demissão dos ministros, José Bonifácio de Andrada e Silva, e Martim Francisco Ribeiro de Andrada, segue-se uma completa mudança administrativa e na vida pública do País.
- 1850 — Vega se tornou a primeira estrela (além do Sol) a ser fotografada.[2]
- 1899 — A NEC Corporation é organizada como o primeiro empreendimento conjunto japonês com capital estrangeiro.
- 1901 — Deutschland estabelece recorde transatlântico leste-oeste de cinco dias, onze horas e cinco minutos.[3]
- 1902 — Willis Carrier cria o primeiro ar-condicionado em Buffalo, Nova York.
- 1917 — O Rei George V emite uma Proclamação afirmando que os descendentes masculinos da Família Real Britânica terão o sobrenome Windsor.
- 1918
  - O czar Nicolau II da Rússia, sua família e quatro criados são executados por tchekistas bolcheviques na Casa Ipatiev em Ecaterimburgo, Rússia.
  - O RMS Carpathia, navio que resgatou os 705 sobreviventes do RMS Titanic, é afundado na costa da Irlanda pelo alemão SM U-55; cinco vidas são perdidas.
- 1934 — É realizada a eleição presidencial indireta. Getúlio Vargas é eleito presidente do Brasil com 173 votos pela Assembleia Constituinte, derrotando Borges de Medeiros com 59 votos.
- 1936 — Guerra Civil Espanhola: uma rebelião das Forças Armadas contra o recém-eleito governo de esquerda da Frente Popular da Espanha inicia a guerra civil.
- 1945 — Segunda Guerra Mundial: os dirigentes dos Aliados vitoriosos Stalin (União Soviética), Truman (Estados Unidos), Churchill (Reino Unido) reúnem-se no primeiro dia da Conferência de Potsdam para decidir o futuro de uma Alemanha derrotada.
- 1955 — Inauguração da Disneylândia, em Anaheim, Califórnia.
- 1968 — Abdul Rahman Arif é tirado do poder e o Partido Baath é instalado como o poder governante no Iraque, com Ahmed Hassan al-Bakr como o novo presidente iraquiano.
- 1975 — Missão espacial Apollo-Soyuz: um módulo espacial Apollo norte-americano e um módulo Soyuz soviético acoplam em órbita da Terra.
- 1976 — Timor Leste é anexado e se torna a 27.ª província da Indonésia.
- 1979 — o ditador da Nicarágua, general Anastasio Somoza Debayle, renuncia e foge para Miami, Flórida, Estados Unidos.
- 1981 — Uma falha estrutural leva ao colapso de uma passarela no Hyatt Regency em Kansas City, Missouri, matando 114 pessoas e ferindo mais de 200.
- 1989
  - Primeiro voo do bombardeiro estratégico B-2 Spirit.
  - As relações diplomáticas entre a Santa Sé e a Polônia são restabelecidas.[4]
- 1994 — A seleção brasileira, conquista a Copa do Mundo.
- 1996 — Voo TWA 800: ao largo da costa de Long Island, Nova Iorque, explode um Boeing 747 da TWA com destino a Paris, matando todas as 230 pessoas a bordo.
- 1998
  - Uma conferência diplomática adota o Estatuto de Roma, estabelecendo uma Corte Penal Internacional permanente para julgar indivíduos por genocídio, crimes contra a humanidade, crimes de guerra e crime de agressão.
  - O terremoto de 7,0 mw Papua Nova Guiné provoca um tsunami que destrói dez aldeias em Papua Nova Guiné, matando até 2 700 pessoas e deixando vários milhares de feridos.[5]
- 2000 — Queda do voo Alliance Air 7412 na Índia.
- 2001 — O Concorde é trazido de volta ao serviço quase um ano após o acidente de julho de 2000.
- 2004 — Toma posse em Portugal o XVI Governo Constitucional, um governo de coligação entre o Partido Social Democrata e o Partido Popular chefiado pelo primeiro-ministro Pedro Santana Lopes.
- 2006 — Um sismo seguido de tsunami de 7,7 MW em Pangandaran, afeta gravemente a ilha indonésia de Java, matando 668 pessoas e deixando mais de 9 000 feridos.
- 2007 — Queda do Airbus A320 da companhia aérea TAM no Aeroporto de Congonhas (São Paulo), que fazia o voo 3054, com 187 pessoas a bordo. Este foi considerado o pior acidente aéreo da história brasileira, da América Latina, e o 11.º do mundo.
- 2014 — Queda de um Boeing 777 da Malaysia Airlines (Voo MH17) com 298 pessoas a bordo, na fronteira da Ucrânia com a Rússia.
- 2018 — Scott S. Sheppard anuncia que sua equipe descobriu uma dúzia de luas irregulares de Júpiter.[6]

## Nascimentos

Shmuel Yosef Agnon

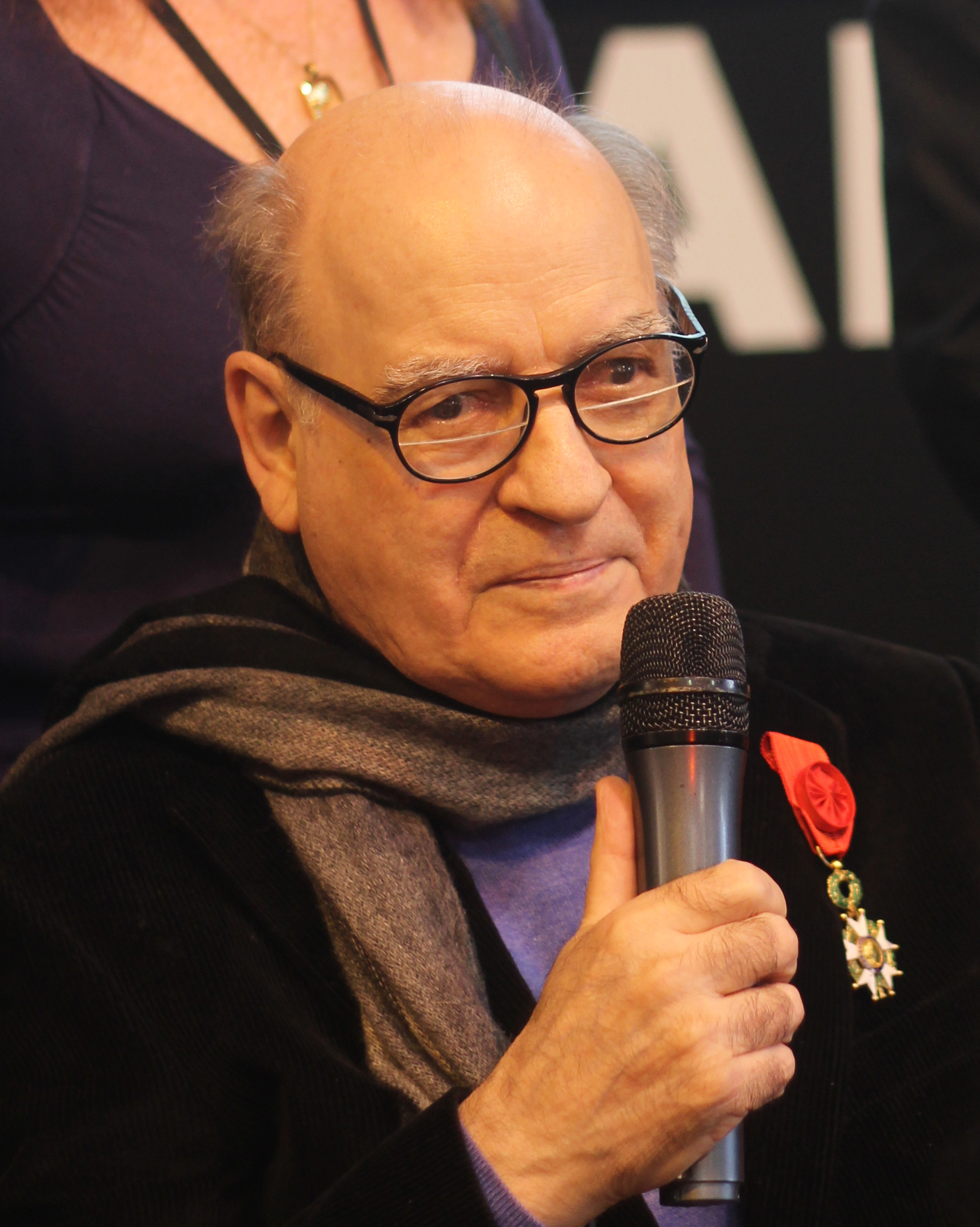
Quino

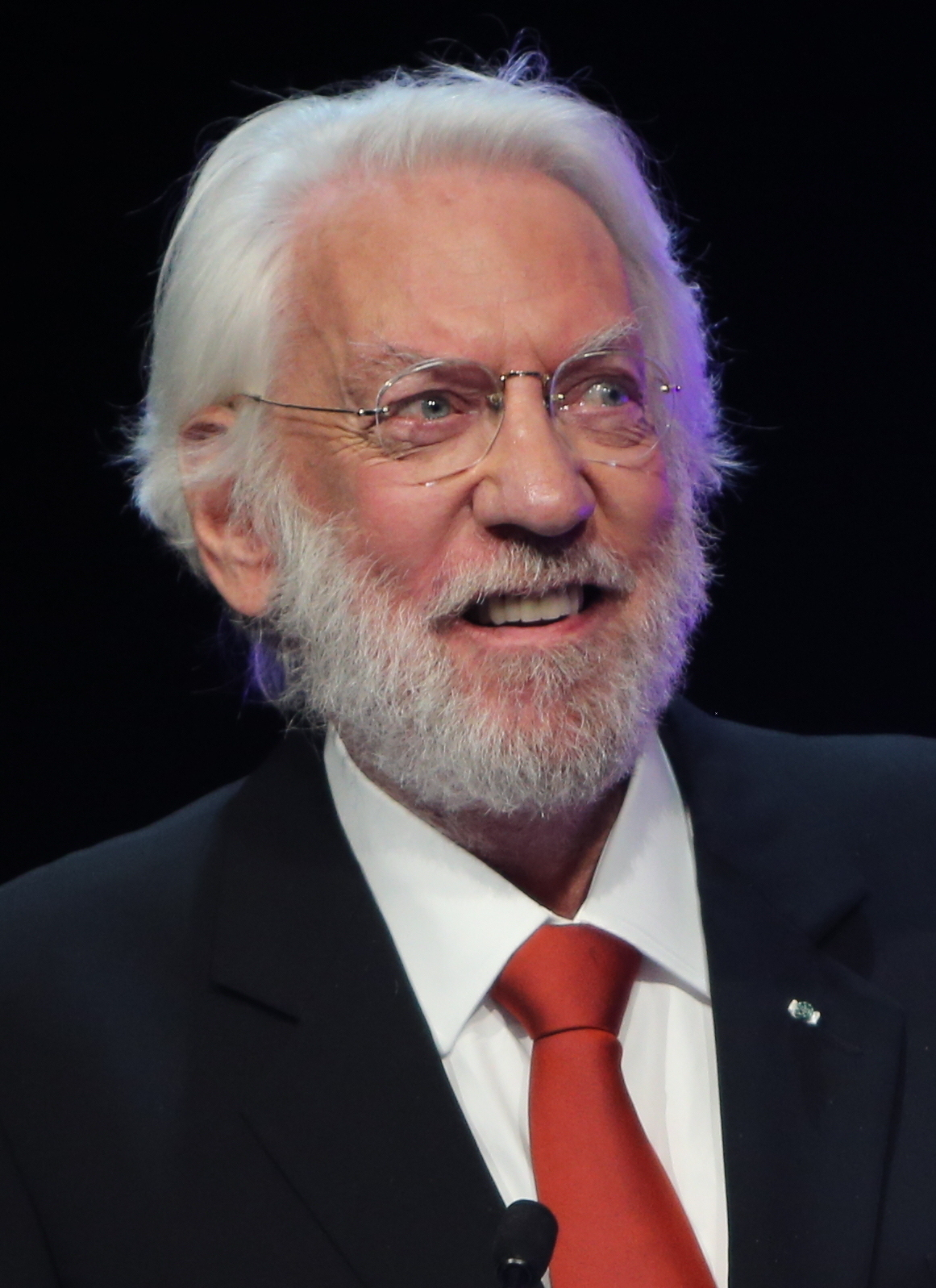
Donald Sutherland

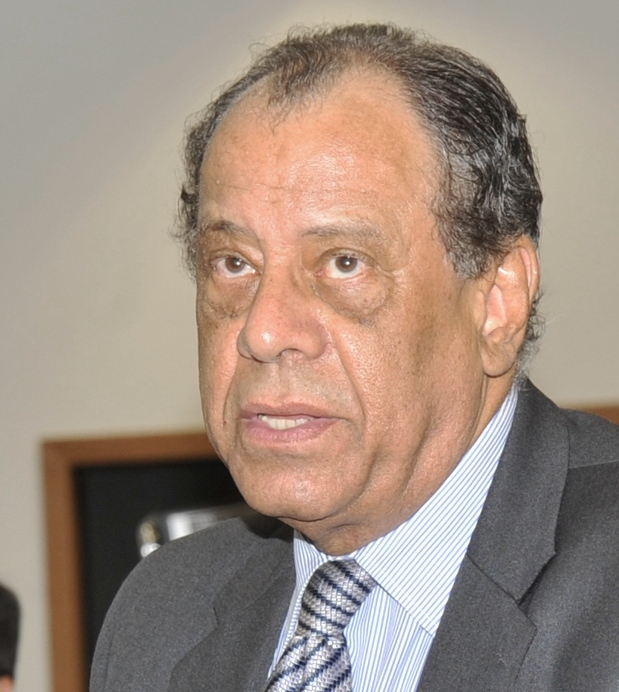
Carlos Alberto Torres

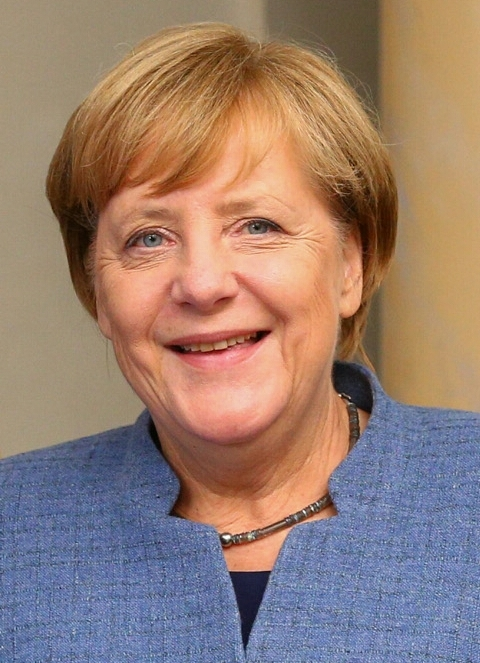
Angela Merkel

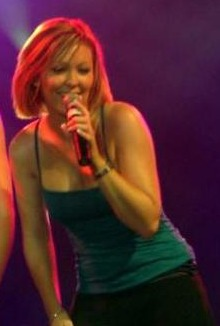
Natasha Hamilton

### Anteriores ao século XIX
- 1499 — Maria Salviati, nobre italiana (m. 1543).
- 1531 — Antoine de Créquy Canaples, bispo francês (m. 1574).
- 1584 — Inês de Brandemburgo, duquesa da Pomerânia (m. 1629).
- 1676 — Adriaan Reland, erudito, cartógrafo e filólogo neerlandês (m. 1718).
- 1698 — Pierre Louis Moreau de Maupertuis, filósofo e astrônomo francês (m. 1759).
- 1714 — Alexander Gottlieb Baumgarten, filósofo alemão (m. 1762).
- 1744 — Elbridge Gerry, político americano (m. 1814).
- 1745 — Timothy Pickering, político norte-americano (m. 1829).
- 1763 — John Jacob Astor, empresário norte-americano (m. 1848).
- 1764 — Isaac Watts, poeta e teólogo britânico (m. 1748).
- 1781 — Luís Joaquim dos Santos Marrocos, arquivista português (m. 1838).
- 1797 — Paul Delaroche, pintor francês (m. 1856).

### Século XIX
- 1827 — Frederick Augustus Abel, químico britânico (m. 1902).
- 1831 — Xianfeng, imperador chinês (m. 1861).
- 1834 — Debsirindra, rainha tailandesa (m. 1862).
- 1837 — Wilhelm Lexis, economista e estatístico alemão (m. 1914).
- 1840 — Édouard-François André, paisagista francês (m. 1911).
- 1842 — Georg Ritter von Schönerer, político austríaco (m. 1921).
- 1843 — Julio Argentino Roca, político argentino (m. 1914).
- 1845 — Ragna Nielsen, pedagoga, política e feminista norueguesa (m. 1924).
- 1846 — Tokugawa Iemochi, xogum japonês (m. 1866).
- 1848 — Antônio Pereira da Silva e Oliveira, político brasileiro (m. 1938).
- 1853 — Alexius Meinong, filósofo austríaco (m. 1920).
- 1864 — Franciszek Latinik, militar polonês (m. 1949).
- 1871 — Lyonel Feininger, pintor norte-americano (m. 1956).
- 1876 — Maxim Litvinov, líder revolucionário russo (m. 1951).
- 1883 — Mauritz Stiller, ator sueco (m. 1928).
- 1886
  - António José de Almeida, político português (m. 1929).
  - Cândido Firmino de Melo Leitão, zoólogo brasileiro (m. 1948).
- 1887 — Erle Stanley Gardner, escritor e advogado estadunidense (m. 1970).
- 1888 — Shmuel Yosef Agnon, escritor israelense (m. 1970).
- 1891 — Hermann Heller, jurista e teórico político alemão (m. 1933).
- 1894 — Georges Lemaître, padre, astrônomo e físico belga (m. 1966).
- 1896 — Werner Marcks, militar alemão (m. 1967).
- 1897 — Max Knoll, engenheiro alemão (m. 1969).
- 1899 — James Cagney, ator norte-americano (m. 1986).

### Século XX

#### 1901–1950
- 1901
  - Bruno Jasieński, poeta polonês (m. 1938).
  - Luigi Chinetti, automobilista italiano (m. 1994).
- 1905
  - Mário Meneghetti, médico e político brasileiro (m. 1969).
  - Conduelo Píriz, futebolista uruguaio (m. 1976).
- 1906 — Carl-Erik Holmberg, futebolista sueco (m. 1991).
- 1907 — Paul Magloire, militar e político haitiano (m. 2001).
- 1910 — Barbara O'Neil, atriz norte-americana (m. 1980).
- 1914 — James Purdy, escritor norte-americano (m. 2009).
- 1917
  - Phyllis Diller, atriz norte-americana (m. 2012).
  - Juan Tuñas, futebolista cubano (m. 2011).
- 1918
  - Ivo Antônio Calliari, religioso brasileiro (m. 2005).
  - Carlos Manuel Arana Osorio, político guatemalteco (m. 2003).
- 1920 — Juan Antonio Samaranch, empresário, dirigente esportivo, diplomata e político espanhol (m. 2010).
- 1923 — John Cooper, engenheiro e projetista britânico (m. 2000).
- 1928 — Joe Morello, baterista norte-americano (m. 2011).
- 1929
  - Wilma Bentivegna, cantora brasileira (m. 2015).
  - Johann Riegler, futebolista austríaco (m. 2011).
- 1932
  - Quino, cartunista argentino (m. 2020).
  - Wojciech Kilar, compositor clássico polonês (m. 2013).
  - Colin Webster, futebolista britânico (m. 2001).
- 1933 — Maria do Carmo Guedes, psicóloga brasileira.
- 1935 — Donald Sutherland, ator canadense (m. 2024).
- 1936
  - Jair Marinho, futebolista brasileiro (m. 2020).
  - Norair Arakelian, matemático armênio (m. 2023).
- 1939
  - Ali Khamenei, líder supremo iraniano.
  - Gusztáv Szepesi, futebolista húngaro (m. 1987).
  - Valeriy Voronin, futebolista russo (m. 1984).
- 1940
  - Faisal Husseini, político palestino (m. 2001).
  - Marie-Thérèse Humbert, escritora mauriciana.
- 1941 — Roberto Rivas, futebolista salvadorenho (m. 1972).
- 1944
  - Ronnie Von, cantor, compositor e apresentador brasileiro.
  - Carlos Alberto Torres, futebolista, treinador de futebol e comentarista esportivo brasileiro (m. 2016).
- 1945 — Alexandre, Príncipe Herdeiro da Iugoslávia.
- 1947 — Camila, Duquesa da Cornualha.
- 1948
  - Ron Asheton, músico norte-americano (m. 2009).
  - Cathy Ferguson, ex-nadadora norte-americana.
- 1949
  - Geezer Butler, compositor e músico britânico.
  - Lakis Nikolaou, ex-futebolista grego.

#### 1951–2000
- 1952
  - David Hasselhoff, ator e músico norte-americano.
  - Nicolette Larson, cantora norte-americana (m. 1997).
  - Thomas Ahlström, ex-futebolista sueco.
- 1954
  - Angela Merkel, política alemã.
  - Edward Natapei, político vanuatuense (m. 2015).
- 1955 — Jomo Sono, ex-futebolista e treinador de futebol sul-africano.
- 1956 — Afric Simone, cantor e músico moçambicano.
- 1959 — Baltazar, ex-futebolista brasileiro.
- 1960
  - Mark Burnett, produtor de televisão britânico.
  - Andrea Mandorlini, ex-futebolista e treinador de futebol italiano.
- 1961
  - Guru, rapper norte-americano (m. 2010).
  - António Costa, político português.
- 1963
  - Letsie III do Lesoto.
  - Regina Belle, cantora e atriz norte-americana.
- 1966 — Derico, saxofonista brasileiro.
- 1968
  - Davis Kamoga, ex-velocista ugandês.
  - Bitty Schram, atriz norte-americana.
- 1969 — Jaan Kirsipuu, ex-ciclista estoniano.
- 1970
  - Veneziano Vital do Rêgo, político brasileiro.
  - Pedro Martins, treinador de futebol português.
  - Laurence R. Harvey, ator britânico.
- 1972 — Jaap Stam, ex-futebolista e treinador de futebol neerlandês.
- 1973 — Demétrius, ex-jogador de basquete brasileiro.
- 1974 — Claudio López, ex-futebolista argentino.
- 1975
  - Alexander Georgiev, jogador de damas russo.
  - Cécile de France, atriz belga.
  - Elena Anaya, atriz espanhola.
  - Alencar, ex-futebolista brasileiro.
  - Jamila Madeira, política portuguesa.
  - Paul Hinojos, músico norte-americano.
- 1976
  - Marcos Senna, ex-futebolista hispano-brasileiro.
  - Anders Svensson, ex-futebolista sueco.
  - Eric Winter, ator norte-americano.
- 1978
  - Ricardo Arona, lutador brasileiro de artes marciais mistas.
  - Iyenemi Furo, ex-futebolista nigeriano.
- 1979
  - Robin Szolkowy, patinador artístico alemão.
  - Sam, The Kid, rapper português.
  - Mike Vogel, ator norte-americano.
  - Rudolf Skácel, ex-futebolista tcheco.
- 1980
  - Ana Nóbrega, pastora, cantora, compositora e multi-instrumentista brasileira.
  - José Sand, futebolista argentino.
- 1981
  - Anthony West, motociclista australiano.
  - Mélanie Thierry, atriz francesa.
- 1982
  - Wilfried Dalmat, futebolista francês.
  - Natasha Hamilton, cantora, compositora e atriz britânica.
- 1983
  - Flávia de Oliveira, modelo brasileira.
  - Sarah Jones, atriz norte-americana.
- 1984
  - Morais, futebolista brasileiro.
  - Tapuwa Kapini, ex-futebolista zimbabuano.
- 1985
  - Tom Fletcher, guitarrista, cantor e escritor britânico.
  - Miguel Britos, ex-futebolista uruguaio.
- 1987
  - Jan Charouz, automobilista tcheco.
  - Daniel Brands, ex-tenista alemão.
  - Ivan Strinić, futebolista croata.
- 1988 — Summer Bishil, atriz norte-americana.
- 1989
  - Justin Rovegno, futebolista britânico.
  - Pan Feihong, remadora chinesa.
- 1990
  - Omar Fraile, ciclista espanhol.
  - Renato Augusto, futebolista brasileiro.
  - Matt Reid, tenista australiano.
- 1992 — Mehdy Metella, nadador francês.
- 1994
  - Diamantis Chouchoumis, futebolista grego.
  - Benjamin Mendy, futebolista francês.
  - Ayrton Preciado, futebolista equatoriano.
  - Victor Lindelöf, futebolista sueco.
  - Kali Uchis, cantora e compositora norte-americana
- 1995 — Rémy Mertz, ciclista belga.
- 1996 — Leo Duarte, futebolista brasileiro.
- 1997 — Perla Haney-Jardine, atriz brasileira.
- 2000
  - Vinicius Foguinho, futebolista brasileiro.
  - Nico Liersch, ator alemão.

## Mortes

### Anteriores ao século XIX
- 0521 — Magno Félix Enódio, santo e bispo francês (n. 474).
- 0855 — Papa Leão IV (n. 805).
- 0924 — Eduardo, o Velho, rei de Wessex (n. 874).
- 1070 — Balduíno VI da Flandres (n. 1030).
- 1086 — Canuto IV da Dinamarca (n. 1043).
- 1210 — Suérquero II da Suécia, rei da Suécia (n. c. 1167).
- 1270 — Margarida de Namur, marquesa de Namur (n. 1194).
- 1399 — Edviges da Polónia, rainha da Polônia (n. 1374).

- 1431 — Filipa de Mohun, duquesa de Iorque (n. 1367)
- 1450 — Francisco I, Duque da Bretanha (n. 1414).
- 1453 — John Talbot, 1.º Conde de Shrewsbury (n. 1387).

- 1566 — Bartolomeu de las Casas, frade dominicano, cronista e teólogo espanhol (n. 1474).
- 1645 — Robert Carr, 1.º Conde de Somerset (n. c. 1587).

- 1728 — Cristina de Hesse-Rheinfels, princesa de Löwenstein-Wertheim-Rochefort (n. 1688).
- 1790 — Adam Smith, economista e filósofo britânico (n. 1723).
- 1794 — Teresa de Santo Agostinho, santa carmelita francesa (n. 1752).

### Século XIX
- 1845 — Charles Grey, 2.º Conde Grey, diplomata e político britânico (n. 1764).
- 1859 — Estefânia de Hohenzollern-Sigmaringen, rainha consorte de Portugal (n. 1837).
- 1878 — Aleardo Aleardi, poeta e político italiano (n. 1812).

### Século XX
- 1912 — Henri Poincaré, matemático francês (n. 1854).
- 1918 — Nicolau II da Rússia (n. 1868).
- 1928
  - Álvaro Obregón, político mexicano (n. 1880).
  - Giovanni Giolitti, político italiano (n. 1842).
- 1959 — Billie Holiday, cantora e compositora norte-americana (n. 1915).
- 1967 — John Coltrane, músico e compositor norte-americano (n. 1926).
- 1995
  - Juan Manuel Fangio, automobilista argentino (n. 1911).
  - Ivani Ribeiro, dramaturga brasileira (n. 1922).

### Século XXI
- 2002 — Mário Juruna, líder indígena e político brasileiro (n. 1943).
- 2004
  - Agenor Miranda, escritor angolano (n. 1917).
  - José Viana Baptista, político, engenheiro e gestor português (n. 1931).
- 2005 — Edward Heath, político britânico (n. 1916).
- 2007
  - Júlio Redecker, empresário e político brasileiro (n. 1956).
  - Paulo Rogério Amoretty, dirigente esportivo brasileiro (n. 1945).
- 2009
  - Walter Cronkite, jornalista norte-americano (n. 1916).
  - Fernando Diniz, político brasileiro (n. 1954).
- 2011 — Juan María Bordaberry, político uruguaio (n. 1928).
- 2014 — Henry Hartsfield Jr., astronauta norte-americano (n. 1933).
- 2015 — Jules Bianchi, automobilista francês (n. 1989).
- 2016
  - Sérgio Henrique Ferreira, médico e farmacologista brasileiro (n. 1934).
  - Eliakim Araújo, jornalista brasileiro (n. 1941).
- 2017 — Caio Porfírio Carneiro, escritor e contista brasileiro (n. 1928).
- 2018 — João Semedo, político português (n. 1951).
- 2021 — Jacqueline Sassard, atriz francesa (n. 1940).
- 2023
  - José Bonifácio Novellino, político brasileiro (n. 1945).
  - João Donato, músico brasileiro (n. 1934).
  - Palhinha, futebolista brasileiro (n. 1950).
  - Robert Budzynski, futebolista francês (n. 1940).
- 2024 — Cheng Pei-pei, atriz chinesa (n. 1946).

## Feriados e eventos cíclicos
- Dia de proteção às Florestas
- Dia do Submarinista
- Dia Mundial do Emoji

### Portugal
- Nascimento de António José de Almeida - Feriado municipal em Penacova

### Brasil
- Dia do Curupira
- Aniversário da cidade de Volta Redonda, Rio de Janeiro
- Aniversário da cidade de Cuité, Paraíba
- Aniversário da cidade de Bagé, Rio Grande do Sul
- Aniversário da cidade de Sabará, Minas Gerais

### Cristianismo
- Aleixo de Roma
- Carmelitas de Compiègne
- Edviges da Polónia
- Família Romanov
- Kenelm
- Magno Félix Enódio
- Marcelina de Milão
- Papa Leão IV
- Quarenta Mártires do Brasil
- Tarsykiya Matskiv

## Outros calendários
- No calendário romano era o 16.º dia (XVI) antes das calendas de agosto.
- No calendário litúrgico tem a letra dominical B para o dia da semana.
- No calendário gregoriano a epacta do dia é x.